# Tony Taka
トニー
Tony Taka (トニー, Tonī) (nom de plume de Takayuki Tanaka (田中 貴之, Tanaka Takayuki), né en 1971 dans la préfecture de Miyagi), parfois simplement appelé Tony ou T², est un mangaka et character designer spécialisé dans les œuvres érotiques et pornographiques. Il est notamment connu en tant que responsable du chara-design de la série Shining depuis l'épisode Tears.

## Biographie
Après avoir obtenu son diplôme dans une école de design, il a commencé à travailler dans la publicité. En 1998, il a changé de carrière en devenant mangaka. Peu après, il a commencé à illustrer de nombreux eroges et à s’occuper de leur chara design, gagnant ainsi reconnaissance et popularité,.
Sega a fait de lui le chara designer de sa populaire série Shining. Il travaille beaucoup avec le studio d’eroge Ciel et est aussi le directeur de sa propre compagnie, RPM Y.K..

## Participation

### Dōjinshi et artbooks
Un grand nombre de dōjinshis publiés à petite échelle (entre parenthèses la série détournée) :
- Ragnatic (Ragnarok Online)
- Ragnatic 2 (Ragnarok Online)
- Foundation X (Uchû no Stellvia)
- Caladbolg (Fate/stay night)
- Runar (Gundam Seed Destiny)
- Barbeque (Zoids Genesis)
- Watashi wa Kyotetsu Suru ! (Bleach)
- Entangle (Zegapain)
- Nekomini (Hayate no gotoku!)
- Kiteryuo! Takeshi-kun (Bamboo Blade)
- Nantouiu Deculture! (Macross Frontier)
- Botan Nabe (Clannad)
- Hitagi ONE SIDE (Bakemonogatari)

De dōjinshis personnels :
- After Special 8 Pages
- Shining Tears Special 8 Pages

On trouve également trois artbooks regroupant chacun une trentaine de dessins :
- Graph
- Graph II
- Graph III

Il existe aussi deux artbooks, Shining Tears et Shining Wind, regroupant toutes les dessins de l'auteur pour son travail de character designer sur la série, ainsi qu’une série d’artbooks publiée aux éditions Shinyusha qui regroupe tout son travail sur les eroges cités dans la suite de l'article.

### Jeux vidéo
- Shining Tears (Character design)
- Shining Wind (Character design)

#### Eroge
Tony a assuré le dessin des eroges suivants, beaucoup d'entre eux étant des collaborations avec la société Ciel :
- Sora no Iro, Mizu no Iro (Couleur du ciel, couleur de l'eau)
- After…
- After a Sweet Kiss
- Partner
- Genmukan (Le Manoir des Fantasmes)
- Arcana
- Mitama
- La Fille Blanc - en collaboration avec Pil/Stone Heads.
- Fault!

### Animation
- Sora no Iro, Mizu no Iro (Original character design)
- After… (Original character design)
- Genmukan (Character design)
- Shining Tears X Wind (Original character design)
- Fault!

### Produits dérivés
On retrouve de nombreux produits dérivés issus ou inspirés de l'univers de Tony Taka, souvent vendus sur le stand de l'auteur lors des éditions du Comiket. Il existe ainsi des dakimakuras, des cartes téléphoniques, des cartes postales…
Il y a aussi de nombreuses figurines issues de ses travaux (particulièrement sur la série Shining).